# مسابقه بین‌المللی کاریکاتور آیدین دوغان
مسابقات بین‌المللی کاریکاتور آیدین دوغان (به ترکی استانبولی: Aydın Doğan Uluslararası Karikatür Yarışması) مجموعه مسابقات کاریکاتوری است که سالانه توسط بنیاد آیدین دوغان در ترکیه برگزار می‌شود. این مسابقات از بزرگترین مسابقات کاریکاتور در جهان بوده و از سال ۱۹۸۳ تاکنون همه‌ساله برگزار شده‌است.